# Quentalia paminella
Quentalia paminella är en fjärilsart som beskrevs av Paul Dognin 1922. Quentalia paminella ingår i släktet Quentalia och familjen silkesspinnare. Inga underarter finns listade.